# Бенковце
Бенковце (словац. Benkovce) — село и одноимённая община в округе Вранов-над-Топлёу Прешовского края Словакии.

## История
Впервые упоминается в 1363 году.
В селе есть римо-католический костел, построенный в 1783 году в стиле барокко-классицизма, в 1890 году перестроен в стиле неоготики.

## Население
| Год:                | 1994 | 2004    | 2014    | 2024    |
| ------------------- | ---- | ------- | ------- | ------- |
| Количество человек: | 554  | 541     | 534     | 567     |
| Разница:            |      | −2,34 % | −1,29 % | +6,17 % |

Национальный состав населения (по данным последней переписи населения 2001 года):
- словаки — 92,10 %,
- цыгане — 5,33 %,
- чехи — 0,37 %.

Состав населения по принадлежности к религии состоянию на 2001 год:
- римо-католики — 92,10 %,
- греко-католики — 3,86 %,
- протестанты — 0,18 %,
- не считают себя верующими или не принадлежат к одной вышеупомянутой конфессии — 2,76 %.